# Bharathavalli, Alur
Bharathavalli là một làng thuộc tehsil Alur, huyện Hassan, bang Karnataka, Ấn Độ.